# Colonzelle
Colonzelle település Franciaországban, Drôme megyében. Lakosainak száma 528 fő (2022. január 1.). Colonzelle Chamaret, Grignan, Montségur-sur-Lauzon, Grillon és Richerenches községekkel határos.

## Népesség
A település népességének változása:
| Lakosok száma | 234  | 285  | 397  | 474  | 483  | 529  | 549  | 556  | 547  | 528  |
|               | 1968 | 1982 | 1990 | 2006 | 2013 | 2015 | 2017 | 2019 | 2020 | 2022 |